# Хшонщево (Західнопоморське воєводство)
Хшонщево (пол. Chrząszczewo, нім. Gristow) — село в Польщі, у гміні Камень-Поморський Каменського повіту Західнопоморського воєводства.
Населення — 137 осіб (2011).
У 1975-1998 роках село належало до Щецинського воєводства.

## Демографія
Демографічна структура станом на 31 березня 2011 року:
|          | Загалом | Допрацездатний вік | Працездатний вік | Постпрацездатний вік |
| -------- | ------- | ------------------ | ---------------- | -------------------- |
| Чоловіки | 69      | 8                  | 54               | 7                    |
| Жінки    | 68      | 7                  | 41               | 20                   |
| Разом    | 137     | 15                 | 95               | 27                   |